# Aulonocara maylandi
Aulonocara maylandi, nota anche come aulonocara testa di zolfo, è una specie di pesci della famiglia dei Ciclidi. È endemica del Malawi. Il suo habitat naturale sono i laghi di acqua dolce. Assomiglia particolarmente all'Aulonocara kandeense, ma è distinguibile da quest'ultima perché sviluppa una striscia gialla sulla pinna dorsale.